# Vitovnica
Vitovnica (en serbe cyrillique : Витовница) est un village de Serbie situé dans la municipalité de Petrovac na Mlavi, district de Braničevo. Au recensement de 2011, il comptait 171 habitants.
À proximité du village se trouve le monastère de Vitovnica.

## Démographie

### Évolution historique de la population
| 1948 | 1953 | 1961 | 1971 | 1981 | 1991 | 2002 | 2011 |
| ---- | ---- | ---- | ---- | ---- | ---- | ---- | ---- |
| 535  | 522  | 467  | 425  | 352  | 319  | 167  | 171  |

|  |